# El Gamoniteiru
El Gamoniteiru (en espagnol Gamoniteiro) est un sommet situé dans les Asturies. Son altitude est de 1 791 m. Une route mène aux antennes de télécommunications à sa cime. Elle sert d'arrivée au Tour d'Espagne sous le nom d'Altu d'El Gamoniteiru pour la première fois lors de la 18e étape de l'édition 2021 avec la victoire d'étape de Miguel Ángel López.